# Acke Jansson

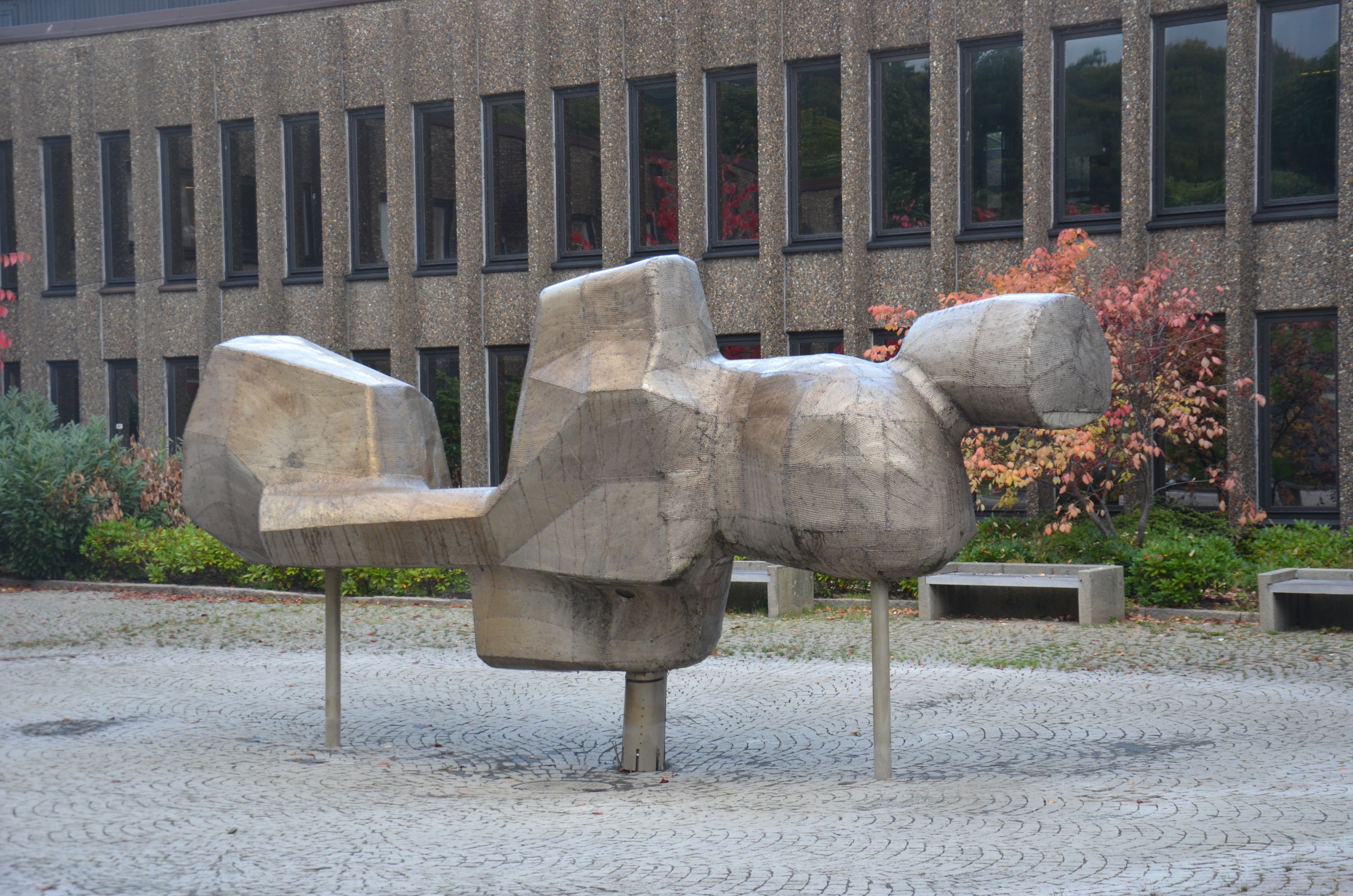
Kommunvalen i Partille

Karl Acke Jansson, ursprungligen Karl Axel Jansson, född 24 oktober 1922 i Åmåls stadsförsamling, död 25 april 2006 i Stenkyrka församling i Västra Götalands län, var en svensk bokillustratör och skulptör.
Acke Jansson var lärare i teckning, målning och skulptur vid Arkitektursektionen på Chalmers tekniska högskola 1959–88. Jansson finns representerad vid bland annat Nationalmuseum i Stockholm.
Bland böcker som han illustrerade hör Lars Ulvenstams Göteborg – folket och stan (1963).

## Offentliga verk i urval
- Kunskapens träd, rostfritt stål. 1974, framför Arkitekturhuset på Chalmers tekniska högskola
- Kommunvalen, stål, framför kommunhuset i Partille
- Ekvilibrister på en häst, Skövde
- Argusögon, i Partille kommunhus
- Postryttaren, 1984